# Naścierwek niebieski
Naścierwek niebieski (Necrobia violacea) – gatunek chrząszcza z rodziny przekraskowatych (Cleridae). Ma on znaczenie w kryminalistyce do ustalania czasu śmierci ofiary.